# Davit Kevchišvili
Davit Kevchišvili (* 20. října 1983) je bývalý gruzínský zápasník–judista a sambista.

## Sportovní kariéra
Zápasení se věnoval od dětství. V roce 1999 se dostal poprvé do širšího výběru gruzínské judistické reprezentace vedené Šotou Chabarelim. V roce 2002 se prosadil na post reprezentační jedničky v lehké váze do 73 kg. V roce 2004 se kvalifikoval na olympijské hry v Athénách, kde v úvodním kole vyřadil na wazari Japonce Masahira Takamacu. V dalším kole však nestačil na Rusa Vitalije Makarova a obsadil 7. místo. V roce 2007 získal pátým místem na mistrovství světa v Riu kvalifikační kvótu pro Gruzii k účasti na olympijských hrách v Pekingu a v olympijském roce 2008 uhájil post reprezentační jedničky. Na olympijských hrách však nestartoval v optimální psychické kondici a vypadl ve druhém kole na body se Severokorejcem Kim Čchol-Su. Ten rok měl již vážné problémy se shazováním váhy a koketoval s vyšší polostřední vahou do 81 kg. V té se však neprosazoval a v roce 2011 vypadl z reprezentace. Vzápětí ukončil sportovní kariéru. Věnuje se politické činnosti v oblasti sportu. Od roku 2013 je prezidentem gruzínského judistického svazu. Jedním z jeho cílů je popularizace vrcholového ženského juda, ve kterém Gruzie ztrácí body v pořadí národů na své hlavní rivaly z kontinentální Evropy.
Davit Kevchišvili byl levoruký judista pro Gruzínce zcela netypickým stylem boje, osobní technikou sumi-gaeši strhával soupeře na zem a dále pokračoval v boji na zemi ve snaze nasadit jednu ze submisivních technik.

## Výsledky
| Olympijské hry     |    |     | 7. |     |     |    | úč. |     |  |  |
| Mistrovství světa  |    | úč. |    | úč. |     | 5. |     | úč. |  |  |
| Mistrovství Evropy | 2. | úč. | 3. | 3.  | úč. | 2. | 3.  | —   |  |  |
| ME juniorů         | 1. |     |    |     |     |    |     |     |  |  |